# Élection présidentielle israélienne de 1968
L'élection présidentielle israélienne de 1968 se déroule le 26 mars 1968 afin que les membres de la Knesset désignent le président de l'État d'Israël. Zalman Shazar est reconduit pour un 2e mandat.

## Résultats
| Candidat      | Voix |
| ------------- | ---- |
| Zalman Shazar | 86   |
| Votes blancs  | 24   |
| Total         | 110  |